# Carlos Gardel
Pour les articles homonymes, voir Gardel.
Carlos Gardel, né Charles Romuald Gardès le 11 décembre 1890 à Toulouse (France) ou Tacuarembó (Uruguay) et mort le 24 juin 1935 près de Medellin en Colombie, est un chanteur-compositeur de tango et un acteur. 
Il est considéré comme la figure la plus importante du tango de la première moitié du XXe siècle. Son œuvre et sa voix sont classées Mémoire du monde de l'UNESCO en 2003.

## Biographie

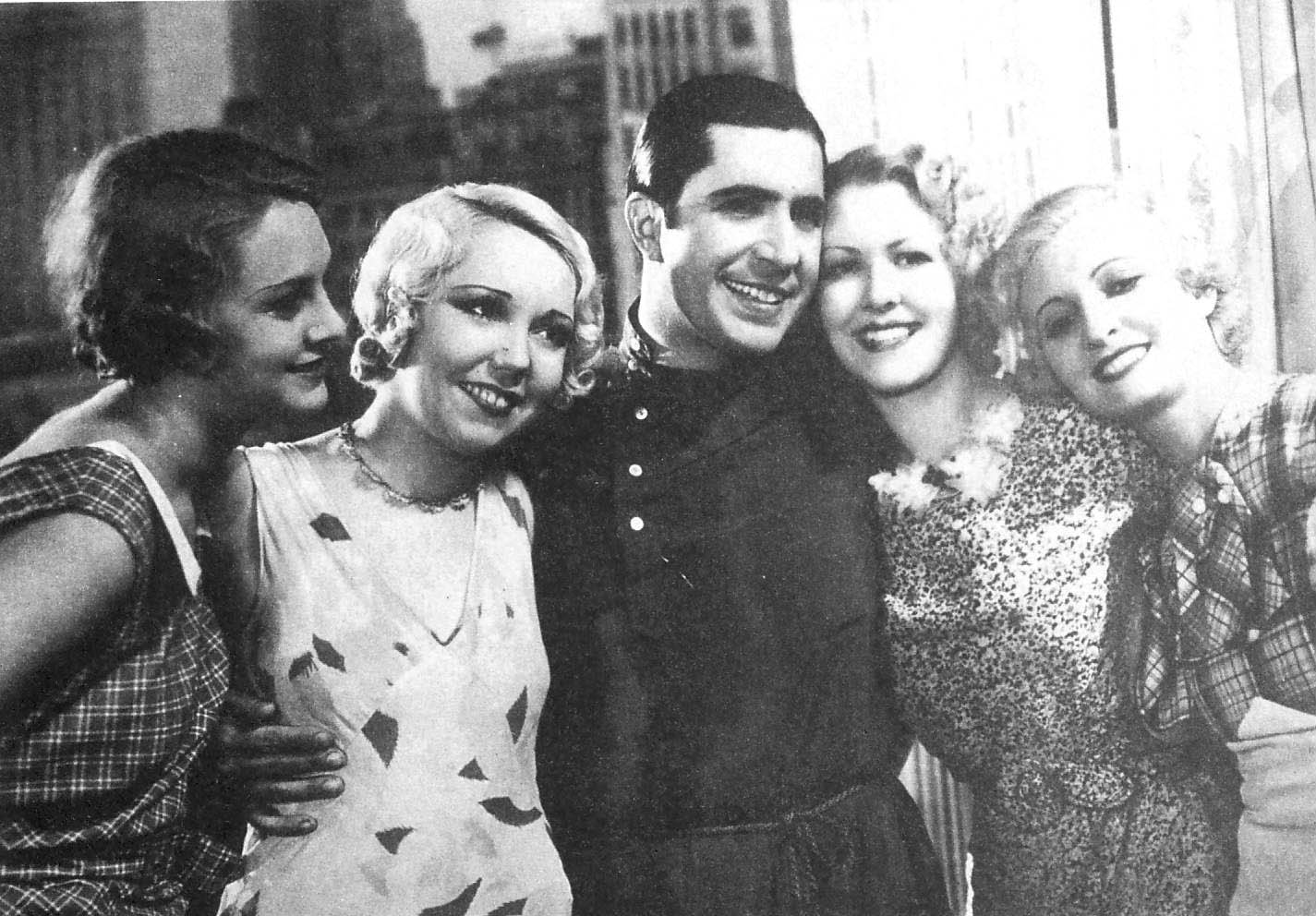
À New York pour la promotion du film El Tango en Broadway de 1934.

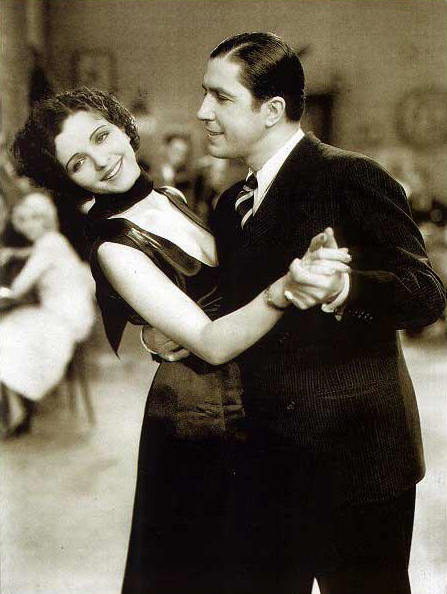
Tango avec l'actrice Mona Maris, dans le film Cuesta abajo de Louis Gasnier de 1934.

À l'âge de deux ans, il émigre avec sa mère en Argentine, à Buenos Aires, où il grandit dans une zone située entre les quartiers d'Almagro et de Balvanera. C'est dans ce quartier que se trouvait le fameux Abasto, le marché central de fruits et légumes, dont le bâtiment style art déco a été conservé jusqu'à aujourd'hui, converti en centre commercial.
Créée en 1893, la zone devient un espace où se concentreront principalement les immigrants, les maisons closes, les conventillos (bâtisses familiales et pauvres), les cantinas (bistrots), et les théâtres. L’Abasto est considéré comme l’un des quartiers les plus tangueros depuis longtemps.
Dès 1902, Carlos Gardel commence à se faire remarquer dans ce quartier comme un grand interprète du tango.
Le payador (gaucho « troubadour », en Argentine) José Betinotti (es) lui donnera alors un surnom qui deviendra vite populaire, « El Zorzal Criollo » (la grive musicienne créole ; les criollos étant les descendants des premiers colons espagnols ayant habité Buenos Aires) et il motivera Gardel à chanter dans les centres politiques. On le connaîtra aussi comme « El Melenas » (le chevelu ?), « El Morocho del Abasto » (Le brun de l’Abasto) et comme « Le Muet », jeu de mots qui fait référence à une voix exceptionnelle !
Pendant son adolescence, en quête d'indépendance, il abandonna son foyer et fit divers petits boulots pour subsister. Il fut toujours attiré par le chant, s'amusant à imiter les grands ténors et chantant aussi dans un café nommé O'Rondeman en échange de ses repas.
Devenu adulte, il donna ses lettres de noblesse à ce mode culturel de musique et de danse qu'est le tango argentin. Ses grands débuts ont lieu à la Saint Sylvestre 1913 dans un grand cabaret appelé Armenonville en duo avec le guitariste José Razzano (en). Ils participeront largement à la renommée de ce cabaret avant de connaître un succès mondial.
Il tourna dans de nombreux films à succès de cette époque, dont les scénarios étaient pour lui prétexte à chanter.
L'une des plus belles salles de danse à Paris, le Balajo (rue de Lappe), fut décoré en mode kitsch et dédié à sa mémoire en 1936. Cette salle, dont on a conservé la décoration d'origine, est toujours fréquentée ; on y danse notamment le tango argentin en alternance avec la salsa.
Sa dernière grande tournée de spectacles s'est déroulée en novembre 1933, à Paris, puis à New York, et dans les grandes villes d'Amérique du Sud. Le 24 juin 1935, Carlos Gardel meurt au sommet de sa gloire près de Medellin en Colombie, dans l'accident de l'avion où il avait pris place. Il ne devait pas revoir sa ville de Buenos Aires. L'un de ses grands succès, Volver (en français le Retour), fut pour lui l'impossible retour et c'est par bateau, mode de transport qu'il avait toujours préféré, que son corps fut ramené en Argentine. Il est enterré dans le cimetière de la Chacarita à Buenos Aires. Sa tombe est visitée par des admirateurs venant des quatre coins du monde.

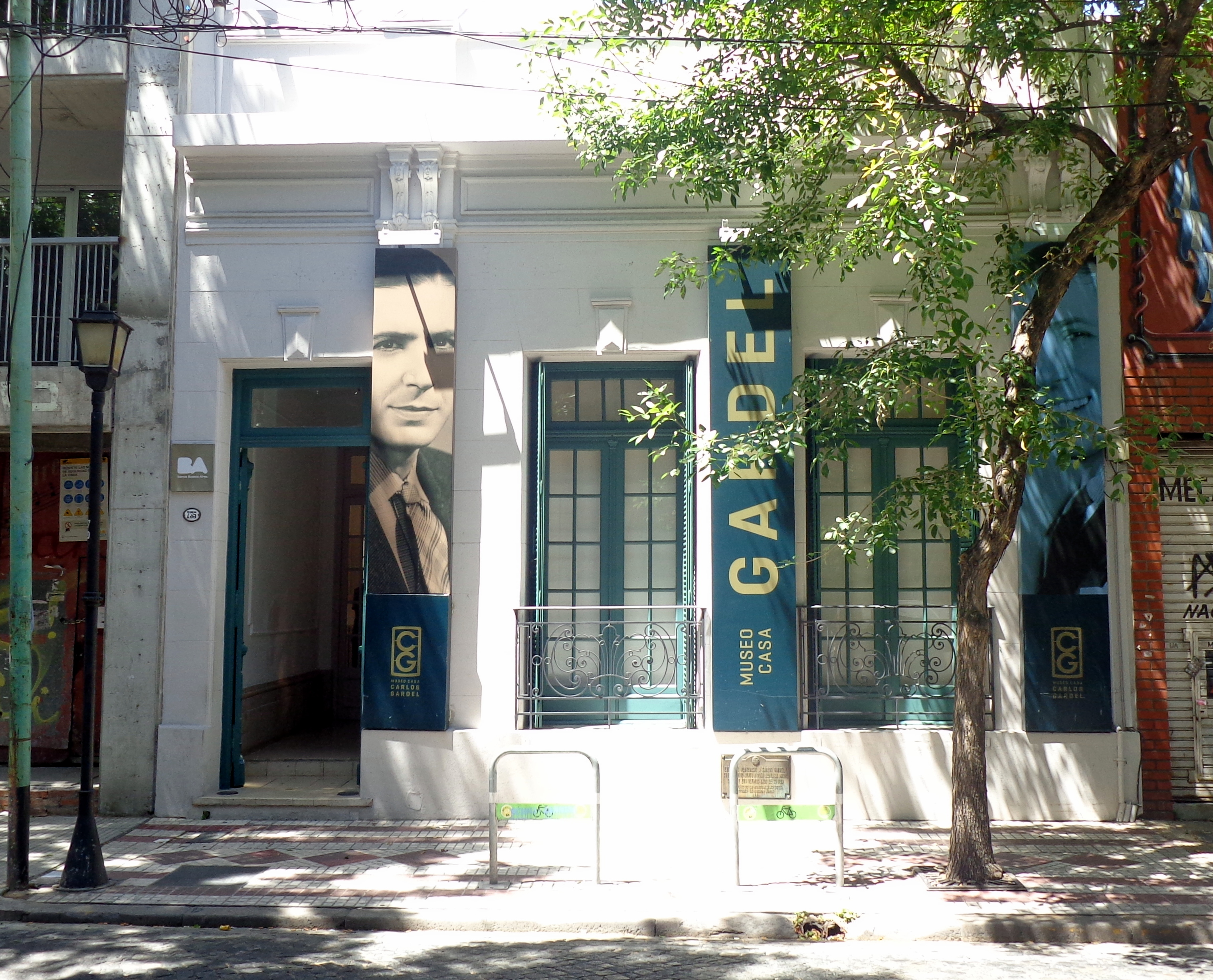
Maison-musée Carlos Gardel de Buenos Aires.

Argentins et Français ont souvent eu des relations amicales, ainsi au cours de la Première Guerre mondiale, la cause de la France fut soutenue par le peuple argentin et Carlos Gardel composa un tango en hommage aux soldats de cette guerre alors qu'il tournait en 1932 dans les studios Paramount à Joinville-le-Pont. Ce tango se nomme Silencio. La couverture de la partition originale représente un soldat penché sur un bébé dans son berceau.
La qualité de sa voix et sa mort prématurée vont être les éléments déterminants qui feront de Gardel un mythe populaire. Tous ceux qui parlent ou entendent parler du tango entendent parler de Gardel, associent son nom et cette musique. Désormais, Carlos Gardel incarne définitivement le tango.
Sa voix a su charmer tous les publics, au-delà des barrières linguistiques. Son charme et sa prestance ont fasciné les femmes. Sa sympathie naturelle et son attitude fraternelle ont séduit les hommes du monde entier, qui ont pris plaisir à écouter sa voix unique gravée pour l'éternité sur les sillons des disques de vinyle et, de nos jours, les supports modernes de l'ère numérique. 
Carlos Gardel est dans le cœur des Argentins le plus grand mythe de Buenos Aires et le restera probablement très longtemps. En Argentine, il fait partie à ce point partie de la culture nationale que son nom devenu légendaire est entré dans une expression courante, utilisée pour dire à quelqu'un qu’on ne croit pas son histoire : « ¡ Anda a cantarle a Gardel ! », c’est-à-dire : « Va chanter ça à Gardel ! ».

## Son tango
Certaines de ses chansons ont été composées pour des films dans lesquels il jouait ou chantait. Certains morceaux comportent donc parfois des changements de tempo en fonction des sentiments qui se dégagent de ces films et que l'on retrouve dans les paroles. On peut ainsi passer de l’allegro au moderato ou au lento afin de donner plus de relief au film. Dans le film Cuesta abajo et la chanson du même nom, on peut entendre des changements de tempo peu importants.
Par ailleurs, le tango argentin, en règle générale, garde une liberté de rythme qui lui est propre et qui fait son charme et sa sensualité. Les cadences différentes le sont de par la volonté du chef d'orchestre ou du musicien, si celui-ci joue en solo. Ce tempo varié au sein d'un même tango explique en partie pourquoi on ne trouve pratiquement jamais de batterie (percussion) dans les orchestres spécifiques au tango argentin.

## Controverse sur son lieu de naissance

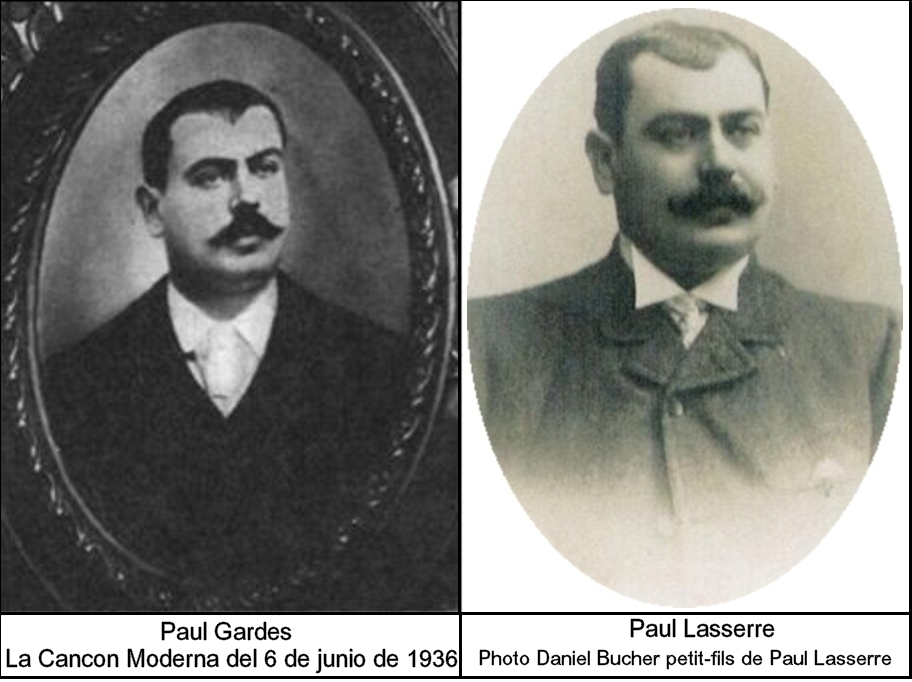
La photo de gauche appartenait à la mère de Gardel et celle de droite à Henriette Lasserre, une des deux filles reconnues de Paul Lasserre.

Le lieu de naissance de Gardel fait l'objet d'une vive controverse, alimentée par la fierté patriotique de trois nations. Deux thèses s'affrontent. Le fait est qu'il existe un testament qui déclare Gardel né en France, mais quelques documents officiels le déclarent né en Uruguay, ce qui conduit les chercheurs de ces pays à soutenir l'une ou l'autre des thèses.

### Les deux théories

#### Français

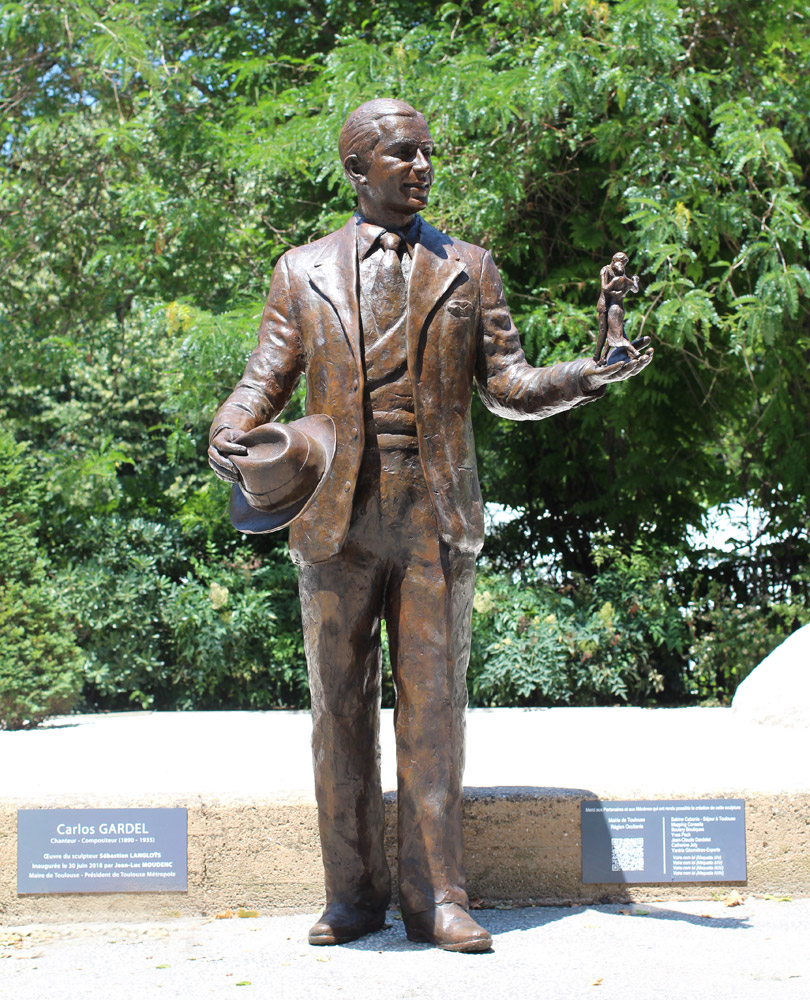
Statue en bronze de Carlos Gardel à Toulouse.

Dès 1998, la professeure Christiane Bricheteau prouve de façon irréfutable les origines toulousaines de Carlos Gardel du côté maternel. Elle démontre qu'il est le fils naturel de Marie Berthe Gardes et qu'il est né à Toulouse, à l'hospice Saint-Joseph de la Grave, le 11 décembre 1890. En 2008, elle découvre que Carlos Gardel était aussi le fils illégitime d'un Toulousain nommé Paul Lasserre. En 2010, photographies à l'appui, elle en fait la démonstration dans son livre intitulé Carlos Gardel fils de Toulouse - Vérité et preuves en images.  
Le choix de la nationalité uruguayenne par Gardel aurait eu pour but de lui éviter certains problèmes lors de ses tournées européennes et plus particulièrement en France. En effet, de par sa naissance dans ce pays, le citoyen Charles Romuald Gardes était mobilisable dans l'armée française. Une première fois en 1910, pour effectuer son service militaire d'une durée de deux ans à l'époque, puis surtout en 1914 : Charles Romuald Gardes, célibataire, était mobilisable et, cette fois, pour toute la durée du premier conflit mondial.
Ne s'étant pas présenté aux autorités militaires françaises par deux fois, Charles Romuald Gardes fut donc considéré comme « insoumis » récidiviste. Pour sa première défection, Charles Romuald Gardes risquait cinq ans d'emprisonnement. À partir de 1914, et ce jusqu'au 11 décembre 1943, date à laquelle il aurait été automatiquement amnistié, la deuxième insoumission de Charles Romuald Gardes le rendait passible de la peine de mort. Mais en tant que ressortissant uruguayen et en absence de convention d'extradition entre la France et l'Uruguay (ce sera le cas jusqu'en 1966), Gardel put ainsi jouir d'une immunité totale.
Concomitamment aux publications du professeur Bricheteau, en 2006, un premier ouvrage coécrit par un trio franco-argentin formé de Monique Ruffié, Juan Carlos Estéban et Georges Galopa corrobore la thèse d'un Charles Romuald Gardes et d'un Carlos Gardel, personne unique. Les auteurs compléteront ce travail initial dans trois autres ouvrages.
Ce n’est pas par hasard si, dans les quartiers populaires de Buenos Aires en Argentine, Gardel était surnommé « El Francesito » (le petit Français). En France, la connaissance des origines toulousaines de Gardel est toujours restée vivace à Toulouse, de même que sa naissance entourée d'un parfum de scandale. Enfin, les nombreuses visites que Gardel fit à sa famille toulousaine et tarnaise, les photographies faites à ces occasions, ses courriers et son testament olographe étayent solidement et durablement la thèse des origines françaises de celui qui fut l'inventeur emblématique du tango chanté.
Par comparaison, la thèse uruguayenne ne repose sur aucun fait avéré. De plus, elle n’est pas corrélée par des actes administratifs officiels tels que le certificat de naissance ou de décès de l'enfant « soi-disant substitué » et elle ignore l'endroit répertoriant la sépulture dudit enfant. Enfin, contrairement à la thèse française, « la fable uruguayenne » ne peut s'appuyer sur aucun document photographique d'un Gardel en famille.
La thèse uruguayenne et la polémique qui s'ensuivit remontent aux années 1960. Elles trouvent leurs origines en la personne d'un obscur chroniqueur dénommé Erasmo Silva Cabrera qui signait ses papiers dans le journal El Pays de Montevideo sous le pseudonyme de « Avlis ». Toujours entretenue sur les bords du Río de la Plata, la polémique survit aujourd'hui pour d'évidentes raisons économiques, mais aussi à cause des rivalités séculaires qui opposent l'Argentine et l'Uruguay.
Dans le monde entier, de nombreuses voix s'élèvent pour que soient pratiqués des tests ADN des deux côtés de l'Atlantique, dans la mesure où des descendants existent tant du côté maternel que du côté paternel de Carlos Gardel, notamment en France.

#### Uruguayen

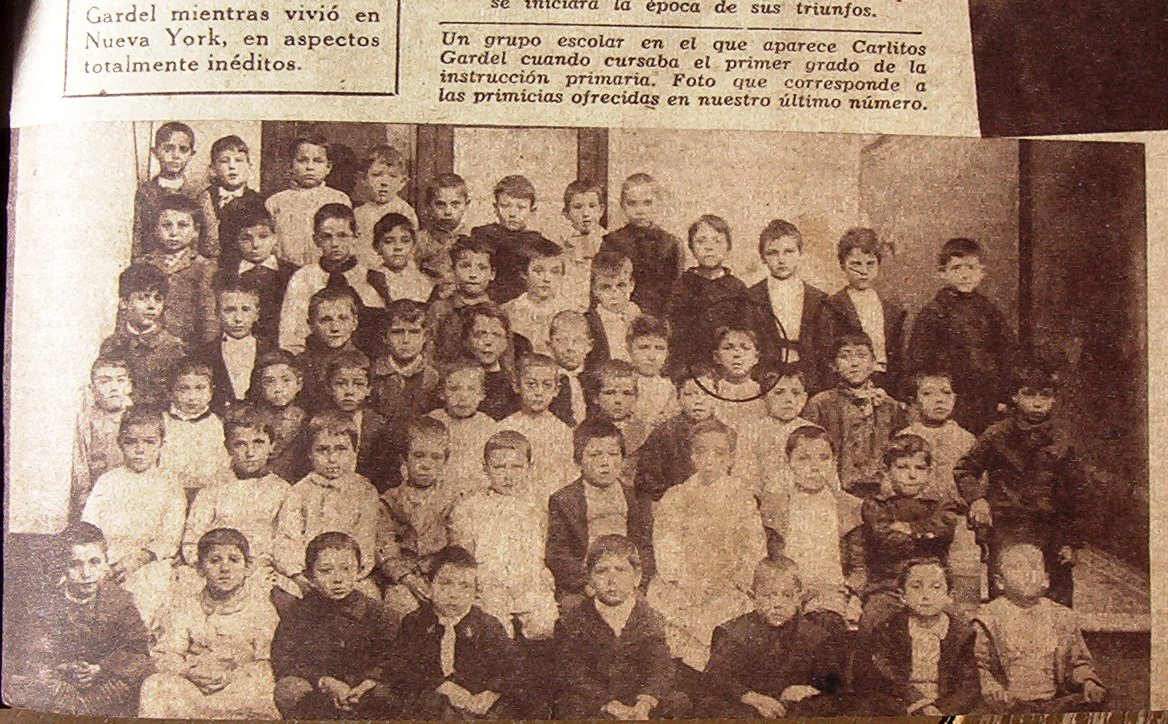
Carlitos Gardel (tête encerclée) avec les camarades de classe grado C de son école primaire.

Selon l'enquêteur uruguayen Nelson Bayardo : « Gardel n'a pas utilisé de documents français pour régulariser sa situation, simplement parce qu'il n'était pas Charles Romuald Gardès, de Toulouse ». L'histoire de la désertion aurait été ourdie pour dévaloriser le premier document de Gardel, daté de 1920, puisque jusqu'alors il ne possédait aucun document relatif à sa naissance. Les raisons profondes d’entretenir ce mystère ont vraisemblablement été motivées par le désir de permettre à Berthe Gardes, sa mère adoptive, d’accéder à l'héritage du chanteur, puisque c'était son souhait. Gardel se disait uruguayen parce qu'il était uruguayen. Ensuite, Gardel a adopté la citoyenneté argentine parce qu'il a aimé Buenos Aires et qu’il était reconnaissant et a toujours gardé un coin de son cœur pour les « amis de MA terre et de MA race » [réf. nécessaire]. Comme il l’a déclaré à la RCA Victor, « la France lui était étrangère » [réf. nécessaire].
Pour les enquêteurs uruguayens, Gardel n'était pas la même personne que Charles Romuald Gardes car il aurait pu régulariser sa situation légale en 1920 mais ne l'a pas fait. S'il s'agissait du même homme, la loi française lui aurait permis de conserver sa nationalité jusqu’à sa majorité (21 ans, à cette époque) du fait de sa naissance en France, dans un premier temps. Mais ensuite, après le 11 décembre 1911, s’il avait informé, par voie consulaire, les autorités civiles et militaires françaises de son choix définitif pour la nationalité argentine, il aurait pu être exempté de ses obligations militaires françaises. Que Charles Romuald Gardes n'ait jamais entrepris une telle action pourrait signifier qu’il n'était pas Carlos Gardel. Par ailleurs, Charles Romuald Gardes n'a jamais demandé la nationalité argentine. La seule personne qui l'a demandée s'appelait Carlos Gardel et il s’est dit né à Tacuarembó, Uruguay, le 11 décembre 1887.
Selon les références consignées par les enquêteurs uruguayens, Gardel serait donc né en Tacuarembó, Uruguay, au début de la décennie de 1880 (sûrement entre 1883 et 1884), d'une union adultérine, au sein de la famille du chef politique de Tacuarembó, Carlos Escayola, avec María Lelia Oliva, sa belle-sœur, âgée de 13 ans. Les caractéristiques de cette naissance ont fait que l'enfant a été retiré de la famille et confié aux soins d'une jeune Française, Berthe Gardes. La légende de son ascendance française trouverait alors seulement son origine dans son testament, falsifié pour permettre à la mère adoptive de l'artiste, Berthe Gardes (1865-1943), d'hériter de lui après sa mort brutale et imprévue.

Fileteado par l'artiste Elvio Gervasi représentant le chanteur, angle rue Carlos Gardel et rue Anchorena.

Cependant, les registres officiels de l'état civil français, notamment les Archives municipales de la ville de Toulouse, conservent clairement la trace d'un fils de Berthe Gardes, nommé Charles Romuald Gardes, né à Toulouse le 11 décembre 1890, tandis que des documents argentins attestent également de l'arrivée de Berthe Gardes et de son fils Charles à Buenos Aires le 9 mars 1893.
Néanmoins, l'unique documentation légale que Gardel a utilisée dans sa vie, obtenue en 1920, le disait né à Tacuarembó, Uruguay, en 1887, et fils de Charles et de Marie Gardel, les deux déjà décédés en 1920.
Mais la découverte de documents attestant qu'un certain Carlos Gardel a commencé ses études dans une école de Montevideo avant l'arrivée de Berthe Gardes et de son fils Charles à Buenos Aires, permet en fait d'envisager une autre histoire. Pour autant, nul n'a jamais contesté le fait que l'enfant Gardel ait été élevé par la française Berthe Gardes.
En Uruguay, mais aussi ailleurs, de nombreuses voix réclament, en vain jusqu'à ce jour, que des analyses ADN soient effectuées pour trancher définitivement la controverse.
Durant sa vie, Gardel a été interrogé plusieurs fois par des journalistes au sujet de son lieu de naissance. Ses réponses, surtout en Argentine, sont volontiers évasives, ce qui peut s'expliquer par son désir de flatter les sentiments patriotiques de son public argentin. Il a cependant eu cette réponse énigmatique, propre à entretenir le mystère : « Je suis né à Buenos Aires à l'âge de deux ans et demi », réponse qui peut aussi être comprise comme la simple parabole de sa véritable histoire : sa naissance en France et son arrivée en Argentine à l'âge de deux ans et demi. 
Il a néanmoins déclaré plusieurs fois à des journalistes uruguayens être né en Uruguay, et en particulier dans le Tacuarembó. D'un autre côté, lors de sa tournée en France, il a rencontré la famille de Berthe Gardes en la présentant comme sa propre famille, et ses lettres manuscrites à certains membres de cette famille Gardes parlent d'oncles et de tantes.
Quoi qu'il en soit, l'œuvre et la voix de Carlos Gardel sont classées depuis 2003 « Mémoire du monde » de l'UNESCO, qui présente officiellement l'artiste comme un « chanteur argentin né en France ».[réf. nécessaire]

## Compositions

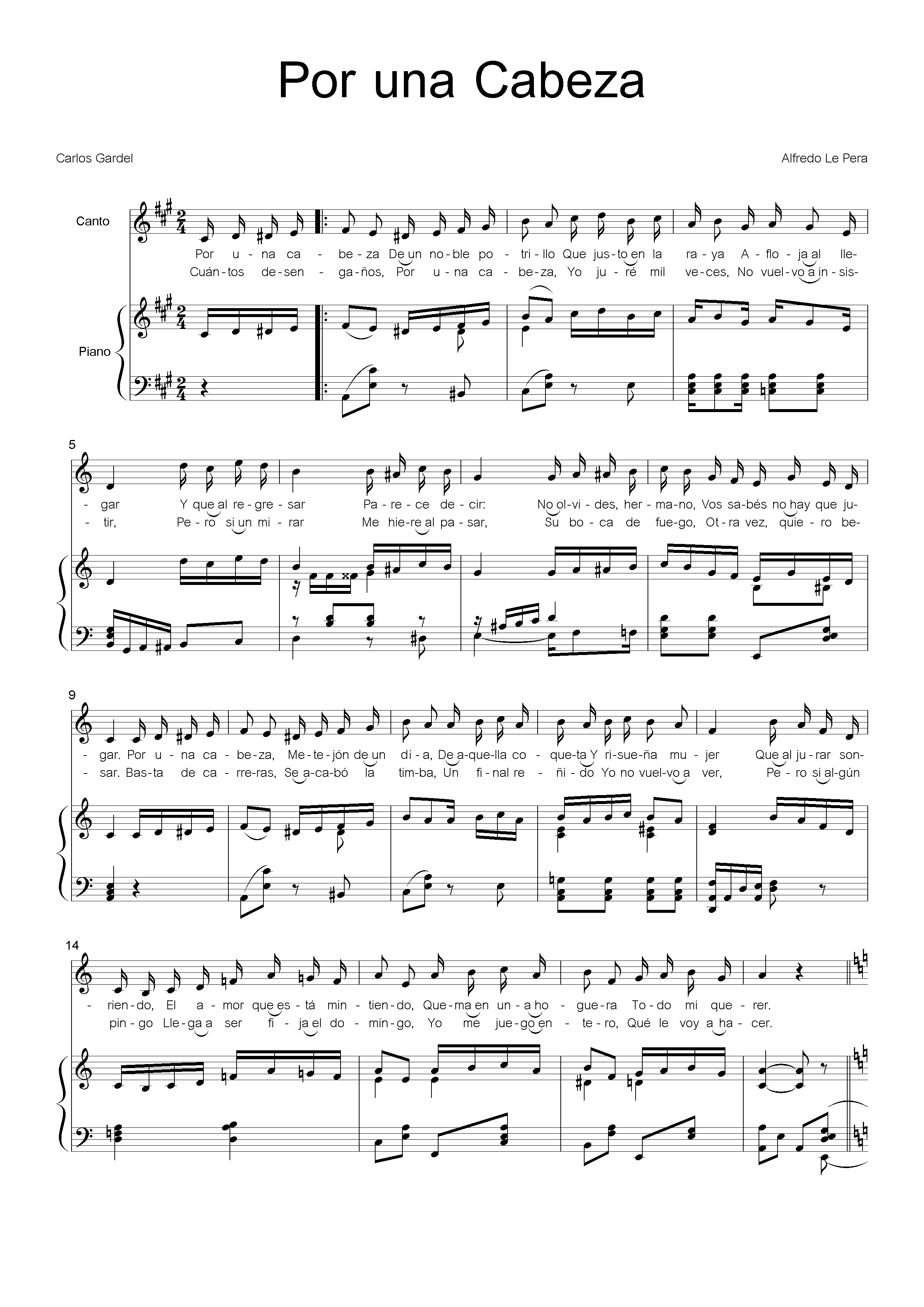
Por una Cabeza de 1935.

Parmi ses nombreuses compositions, citons :
- Amargura
- Cancion de Buenos Aires
- Mi Buenos Aires querido
- Cuesta abajo
- El día que me quieras
- En los campos en flor
- Golondrinas
- Guitarra, guitarra mía
- Lejana tierra mía
- Olvido
- Por una cabeza
- Requerdo malevo
- Rubias de New York
- Soledad
- Suerte negra
- Sus ojos se cerraron
- Tomo y obligo
- Volver
- Volvió una noche
- Caminito
- Viva la Patria
- Silencio

## Filmographie
- 1917 : Flor de durazno de Francisco Defilipis Novoa
- 1931 : Las luces de Buenos Aires d'Adelqui Millar
- 1932 : Espérame de Louis Gasnier
- 1932 : La casa es seria (La Maison sérieuse) de Lucien Jaquelux
- 1932 : Melodía de arrabal de Louis Gasnier
- 1934 : Cuesta abajo de Louis Gasnier
- 1934 : El Tango de Broadway de Louis Gasnier
- 1935 : El día que me quieras de John Reinhardt
- 1935 : Tango Bar de John Reinhardt
- 1936 : Cazadores de estrellas de Norman Taurog

## Musées et monuments

Monument commémoratif dédié à Carlos Gardel à Medellin.

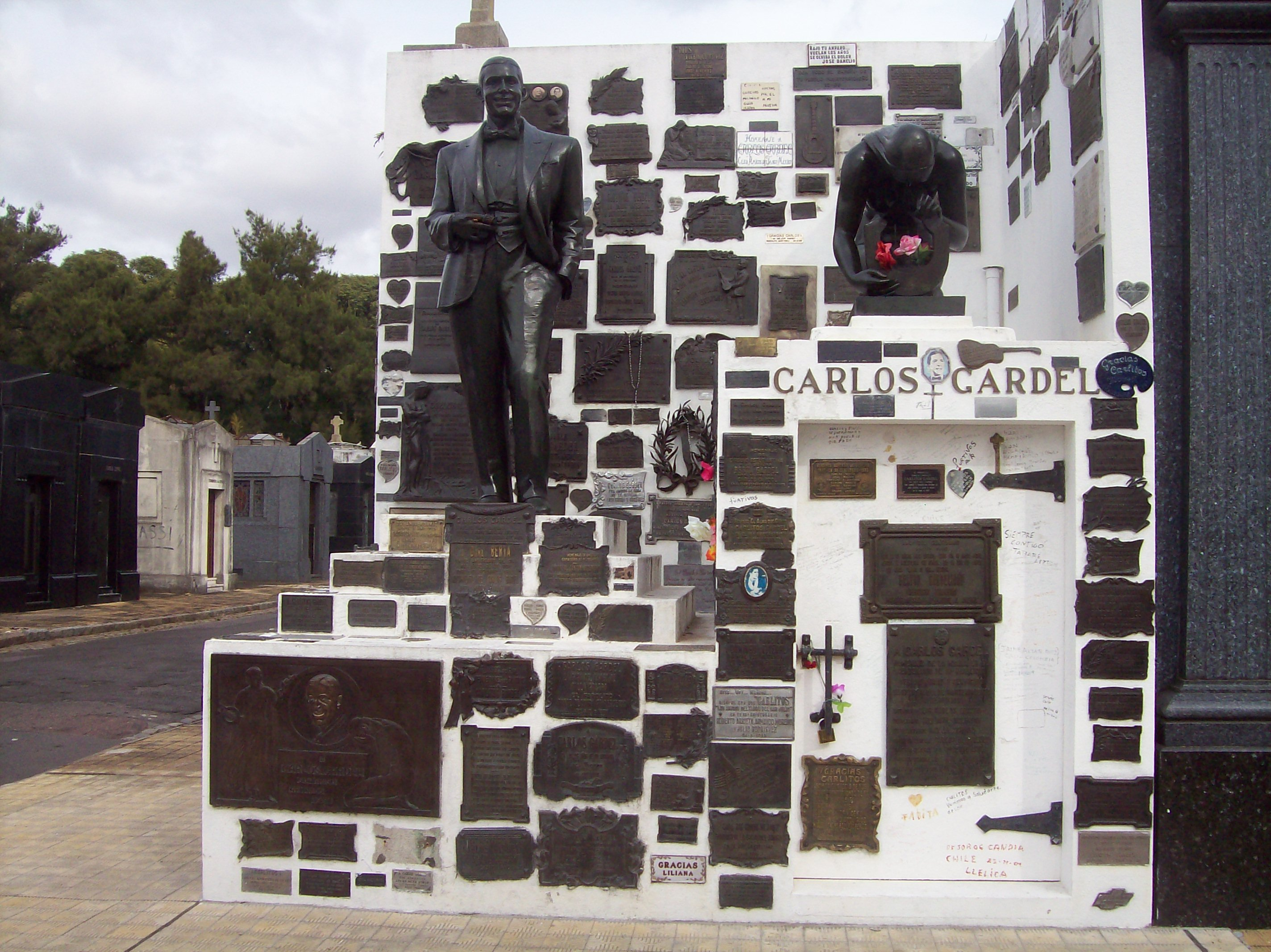
Sculpture du cimetière de la Chacarita de Buenos Aires.

- Musée Carlos Gardel de Buenos Aires.
- Musée du livre Gardel et de son temps d'Azul (Argentine).
- Musée Carlos Gardel de Valle Edén, Tacuarembó, en Uruguay.
- Sculpture du cimetière de la Chacarita de Buenos Aires.
- Une rue de Toulouse porte son nom depuis la fin des années 1980.
- Le premier monument en hommage au chanteur, créé par Martha Baez et Norberto Perlmutter en 1983 et situé à Toulouse dans les jardins Compans-Caffarelli, façe a sa maison de naissance[14]
- Une statue dans le quartier Compans-Caffarelli à Toulouse[15].

## Iconographie
- Carlos Gardel, affiche de Paul Colin, 1926.

## Honneur
L'astéroïde (6380) Gardel porte son nom.